# ポニープレイ

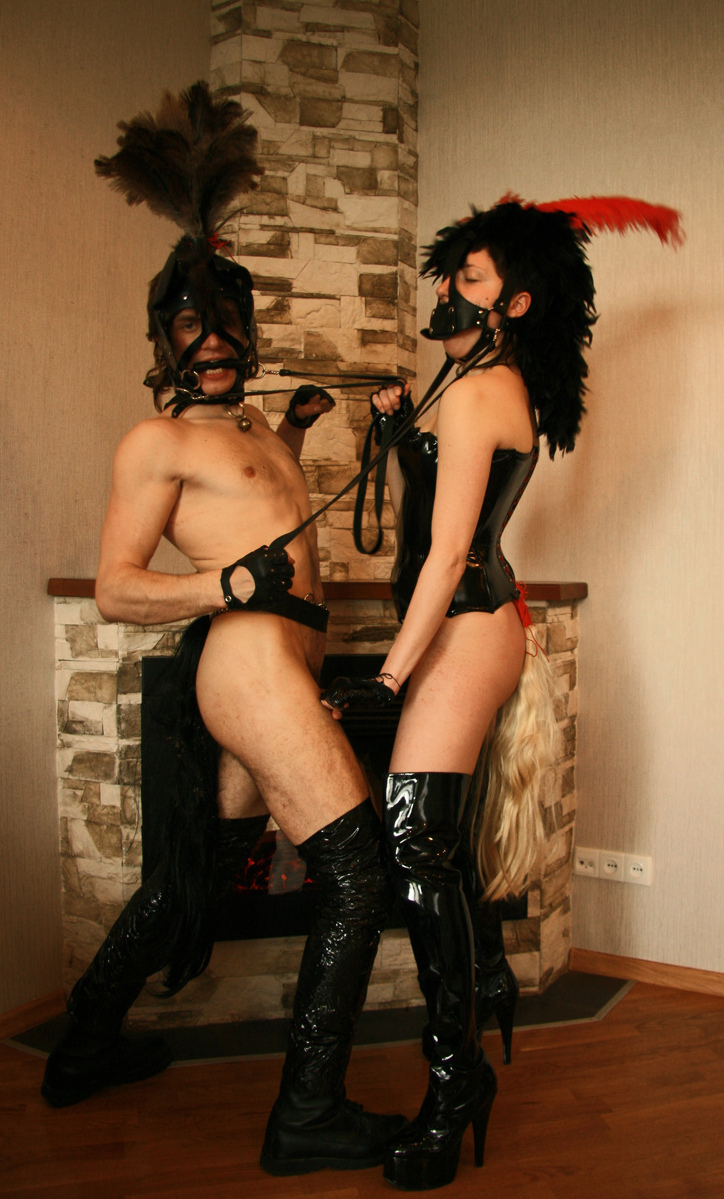
ポニーボーイとポニーガール

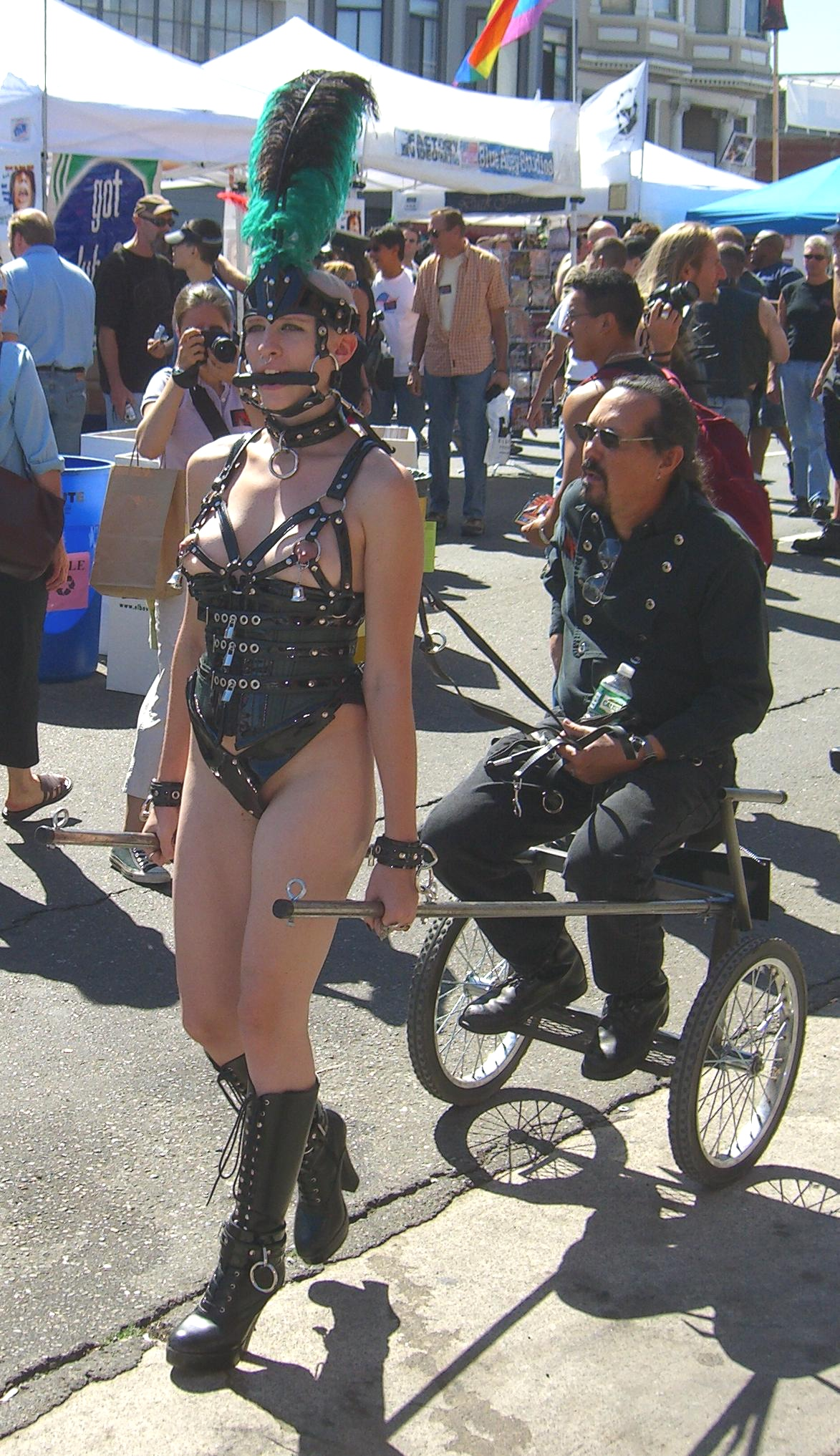
馬車式ポニープレイ

ポニープレイは、ヒューマン・アニマル・ロールプレイと呼ばれるBDSMプレイの一種でパートナーを馬として扱うプレイ。

## ポニープレイとは
BDSMプレイは単なる暴力による性行為の強制ではないため相互理解における加虐感、被虐感の増幅が重要である。ポニープレイでは、人間を家畜である馬として扱うことで支配欲や被虐性行を満足させる。このプレイにおいては支配的なパートナーは調教師、もしくは御者であり、服従的なパートナーは馬である。女性の場合はポニーガール、男性の場合はポニーボーイやスタッド(種馬)と呼ばれる。このプレイでは人間をどれだけ馬としてふるまわせることができるかがもっとも重視される。馬の美点は、従順であり、人間のために使役される家畜であることなので、馬の役割をする側はそこの再現を重視する。
- 馬にされる側が同意している前提の場合

従順な馬として過酷な使役を課す。もちろん、人間であるのに馬具に繋がれ馬車を引かされる姿を衆目にさらすことで心理的に屈辱を与えることも含まれる。重たい荷馬車を半裸で引かせる、延々と歩行訓練を行なわせる、ギャロップ、キャンターなどの歩様を教え込む、乗馬として他人を安全に乗せる、など。
- 馬にされる側が同意していない前提の場合

じゃじゃ馬として扱い、徹底的に馬であることを自覚させる。もちろん馬を演じる側はまだ人間であるという前提のため調教には逆らう(演技をする)。鞭や手綱で行動を制御し、ハーネスで締め上げ自由を奪い、厳しい調教を行なう。充分に調教ができたならば、従順な馬として扱う。
※充分に調教ができた場合は、家畜もしくは使役馬として荷の運搬をさせたり、ショーポニーとして、装飾して歩かせたり、繁殖行為を行なわせるなどの発展プレイにつなげる。多くのアニマル・ロールプレイの場合、動物として貶めるために性交渉は限定される。ポニープレイの場合は相手を馬役同士にさせるなどしてさらなる被虐感を与える。
- 乗馬プレイ
  - 直接乗馬式

馬役に直接乗るプレイ。一般的に男性の方が体格が良いため、このプレイの場合はポニーボーイと女性支配者の方が向いている。もちろん、女性に乗ることでSMプレイとしての苦痛を与える目的もある。四つん這いにして乗るのがごく一般的であるが、馬役が立ったままおんぶする方式や肩車をする方式もある。いずれにせよ、走るには向かない。
  - 馬車式

馬役に馬車を引かせる方式。多くの場合古代ギリシャの戦車のような二輪馬車が用いられる。家庭にあるものを用いる場合はリヤカーや4輪カートなども用いる。速度は出せるが、馬車と御者の重量が加わるため馬役が複数の方がより楽しめる。
- フィクションにおけるその他のポニープレイ

映画などで行なわれるポニープレイでは、本物の馬のように厩舎で寝泊まりさせたり、餌として乾燥飼料やクズ野菜を与えるなど、完全に家畜として扱う主題で描かれることもある。また多数のポニーガールを集め競馬やパレードを行なうというアイディアも用いられている。

## 特殊なポニープレイのテーマ
1930年代にアメリカで発行されたBDSMを主題とした雑誌「Bizzarre」を主宰していたジョン・ウィリーはポニープレイを好んだ。かれはいくつもの写真やイラスト、小説でポニープレイをテーマにしたが、その中の一つの小説『From Girl to Pony』において主人公が調教するイヴリンという女性に課した歩様として「太ももを地面と水平かそれ以上に上げる」歩き方がある。これは作中では「ハイステップ・トロット」と呼ばれているが、実際に行なった場合見た目は美しいがほとんど進まない(日本では俗にもも上げと呼ばれる訓練法である)。しかし彼に影響された愛好家たちはこの「ハイステップ・トロット」をポニープレイのテーマにすることが多い。

## 関連記事
- ヒューマン・アニマル・ロールプレイ
- ポニーガール
- ペットプレイ